# 서일본 여객철도 키하127계 동차
서일본 여객철도 키하127계 동차(일본어: JR西日本キハ127系気動車)는 서일본 여객철도(JR서일본)가 2009년에 도입한 일반형 디젤 동차이다. 2009년 3월 14일부터 영업 운행을 개시하였다.
키하122계 동차는 키하127계 동차와 같은 개념으로 설계 및 도입된 차량이다.

## 개요
키하122계 및 키하 127계 동차는 기신 선의 수송 개선 공사에 따라 도입된 차량이다. 도입 비용의 일부는 기신 선 연선 자치체(효고현, 히메지시, 다쓰노시, 사요정)가 부담했다.
차량을 제조한 회사는 니가타 트랜시스이다.

## 편성
차량 양쪽에 운전대가 있는 키하122계(키하122형)와 차량 한편에만 운전대가 있는 키하127계(키하127형) 2계열이 있다.
키하127계에는 화장실이 있는 0번대와 화장실이 없는 1000번대가 각각 있다.

## 운행
키하127계 12량(2량 6편성), 키하122계 7량은 기신 선 히메지 ~ 고즈키 구간에서 운행된다. 수송 개선 공사가 완료된 후, 2010년 3월 13일부터 최고속도 시속 100km로 운행하기 시작했다.

## 기타
호쿠리쿠 신칸센 개통에 따라 JR 서일본에서 경영이 분리될 예정인 호쿠리쿠 본선의 니가타현 구간(이치부리 ~ 나오에쓰)을 계승할 에치고토키메키 철도(ja)는 키하122형을 바탕으로 새 차량인 ET122형 동차를 도입할 예정이다.